# Hubert H. Humphrey Metrodome
Hubert H. Humphrey Metrodome (normalt bare kendt som The Metrodome) var et overdækket stadion i Minneapolis i Minnesota, USA, der er hjemmebane for både NFL-klubben Minnesota Vikings og baseballholdet Minnesota Twins fra MLB-ligaen. Stadionet havde plads til 64.111 tilskuere. Det blev indviet 3. april 1982, hvor det erstattede Vikings gamle hjemmebane Metropolitan Stadium.
Stadionet blev opkaldt efter den tidligere borgmester i Minneapolis, Hubert Humphrey.
- Minnesota Twins
- Amerikansk fodbold
- University of Minnesota Golden Gophers